# Clapton (альбом)
| Оценки критиков      | Оценки критиков |
| Источник             | Оценка          |
| -------------------- | --------------- |
| Allmusic             | [ 1 ]           |
| Billboard            | (favourable)    |
| Entertainment Weekly | C               |
| Los Angeles Times    | [ 4 ]           |
| PopMatters           | [ 5 ]           |
| Rolling Stone        | [ 6 ]           |

Clapton — девятнадцатый студийный альбом британского музыканта Эрика Клэптона, вышел 27 сентября 2010 года в Великобритании, а 28 сентября — в США. На альбоме представлены как кавер-версии известных песен (таких, как «Autumn Leaves»), так и новый материал.

## Об альбоме
По словам Эрика, «Этот альбом вовсе не должен был стать тем, чем он получился. На самом деле, он получился лучше, чем задумывался, потому что я позволил этому произойти. Альбом — эклектичная подборка песен, возникших как бы из ниоткуда. Мне он нравится, потому что это — сюрприз не только для моих поклонников, но и для меня самого».

## Список композиций
1. «Travelin' Alone» (Мелвин Джексон) — 3:57
2. «Rockin' Chair» (Оуги Кармайкл) — 4:04
3. «River Runs Deep» (Джон У. Кейл) — 5:53
4. «Judgement Day» (Снуки Прайор) — 3:13
5. «How Deep Is the Ocean» (Ирвинг Берлин) — 5:29
6. «My Very Good Friend the Milkman» (Джонни Берк/Харольд Спайна) — 3:21
7. «Can't Hold Out Much Longer» (Уолтер Джекобс) — 4:09
8. «That's No Way to Get Along» (Роберт Уилкинс) — 6:08
9. «Everything Will Be Alright» (Джон У. Кейл) — 3:52
10. «Diamonds Made from Rain» (Дойл Брэмхол второй/Джастин Стэнли/Никка Коста) — 4:23
11. «When Somebody Thinks You're Wonderful» (Харри Вудс) — 2:51
12. «Hard Times Blues» (Лэйн Хардин) — 3:45
13. «Run Back to Your Side» (Клэптон/Дойл Брэмхол второй) — 5:18
14. «Autumn Leaves» (Жозеф Косма/Джонни Мерсер/Жак Превер) — 5:41

## Участники записи
- Эрик Клэптон — гитары, вокал, мандолина
- Дойл Брэмхол второй — гитара
- Вилли Викс — бас, контрабас
- Уолт Ричмонд — фортепиано, клавишные, орган Хаммонда
- Джим Келтнер — ударные и перкуссия
- Эйб Лабориел мл. — ударные
- Джей Джей Кейл — гитара, вокал
- Дерек Тракс — гитара на (13)
- Уинтон Марсалис — труба на (5), (6) и (11)
- Шерил Кроу — вокал на (10)
- Джеймс Пойзер — орган Хаммонда на (3) и (8)
- Пол Каррак — орган Хаммонда на (9)